# Кызыл-Узен
Кызы́л-Узе́н, также Кызылузе́н (перс. قزل‌اوزن‎ «Красная река», в верховье Чемхезельвезан) — крупная горная река в Северо-Западном Иране, одна из двух составляющих реки Сефидруд.
Берёт начало в северо-западной части хребта Загрос, далее пересекает Иранское нагорье, пробивается сквозь восточные отроги горной системы Боврогдаг, затем прорывается через западную часть хребта Эльбурс, после чего впадает в водохранилище Шабанау.
Река несколько раз круто меняет направление течения. Крупных притоков два и множество мелких, значителен гидроэнергетический потенциал.
В бассейне Кызылузена и его притоков расположены города Биджар, Миане, Зенджан.